# Gemeinschaftskraftwerk Kiel
Das Gemeinschaftskraftwerk Kiel (GKK) wurde von Uniper und den Stadtwerken Kiel gemeinsam betrieben. Das mit importierter Steinkohle befeuerte Kohlekraftwerk erzeugte Strom und versorgte mehr als 60.000 Haushalte mit Fernwärme. Im Jahr 2019 wurde das Kraftwerk stillgelegt und durch ein direkt daneben errichtetes, modular aufgebautes Gasmotorenkraftwerk mit dem Namen Küstenkraftwerk ersetzt. Zwischen Oktober 2021 und September 2024 erfolgte der schrittweise Abriss des Gemeinschaftskraftwerks.

## Geschichte
Im Jahr 1965 entwickelten die Stadtwerke Kiel Pläne für ein neues Kraftwerk, das eine Leistung von 100 MW haben sollte. Da neue Kraftwerke nach einem Gesetz jedoch mindestens 300 MW haben sollten, kooperierten die Stadtwerke mit der Nordwestdeutschen Kraftwerke AG, die ebenfalls ein neues Kraftwerk errichten wollten. Hierfür wurde eine Betreibergesellschaft gegründet, die Gemeinschaftskraftwerk Kiel GmbH, an der die Nordwestdeutsche Kraftwerke AG mit zwei Dritteln und die Stadtwerke Kiel AG mit einem Drittel beteiligt waren. 1987 kam es zu einer Änderung der Beteiligungsverhältnisse. PreussenElektra, in der die Nordwestdeutschen Kraftwerke AG inzwischen aufgegangen war, verkaufte einen Teil ihres Anteils an die Stadtwerke Kiel, sodass beide Partner nun 50 % am Kraftwerk hielten. Als im Jahr 2000 PreussenElektra mit der Bayernwerk AG fusionierte, ging deren Anteil auf das daraus neu gegründete Unternehmen E.ON über. 1990 wurde der Fernwärmetunnel Kiel zur anderen Seite der Kieler Förde fertiggestellt, in dem zwei Fernwärmeleitungen mit 700 mm Durchmesser verlaufen.

## Technik
Das Kraftwerk hatte eine Bruttoleistung von 354 MW, die Nettoleistung betrug 323 MW. Darüber hinaus konnten bis zu 295 MWth als Fernwärme ausgekoppelt werden. Dies geschah, indem Dampf vor Durchströmen der Niederdruckturbine abgezweigt und in Wärmetauscher geleitet wurde, in denen das Heizwasser auf eine Temperatur von 130 °C erwärmt wurde. Der elektrische Wirkungsgrad des Kraftwerks lag nach mehreren Modernisierungen zuletzt bei ca. 39,5 %; der Gesamtwirkungsgrad inklusive der Fernwärmeauskopplung lag bei etwas über 50 %. Bei Volllast wurden pro Stunde ca. 110 Tonnen Steinkohle verfeuert. Der Netzanschluss erfolgte auf der Höchstspannungsebene (220 kV) in das Stromnetz der TenneT TSO, ehemals E.ON Netz GmbH.
Die Auslastung des Gemeinschaftskraftwerks folgte im Zeitraum 2015 bis 2019 nicht dem deutschlandweiten Trend, die prozentuale Volllast lag in 2019 höher als im deutschlandweiten Durchschnitt. Dies liegt vor allem an der Versorgung von Fernwärme.
|               | 2015 | 2016 | 2017 | 2018 | 2019 |
| ------------- | ---- | ---- | ---- | ---- | ---- |
| GKK Kiel      | 49   | 39,5 | 37   | 40,9 | 48,3 |
| Ø Deutschland | 48,6 | 47,2 | 40,6 | 41,5 | 30,7 |

## Ersatzbau

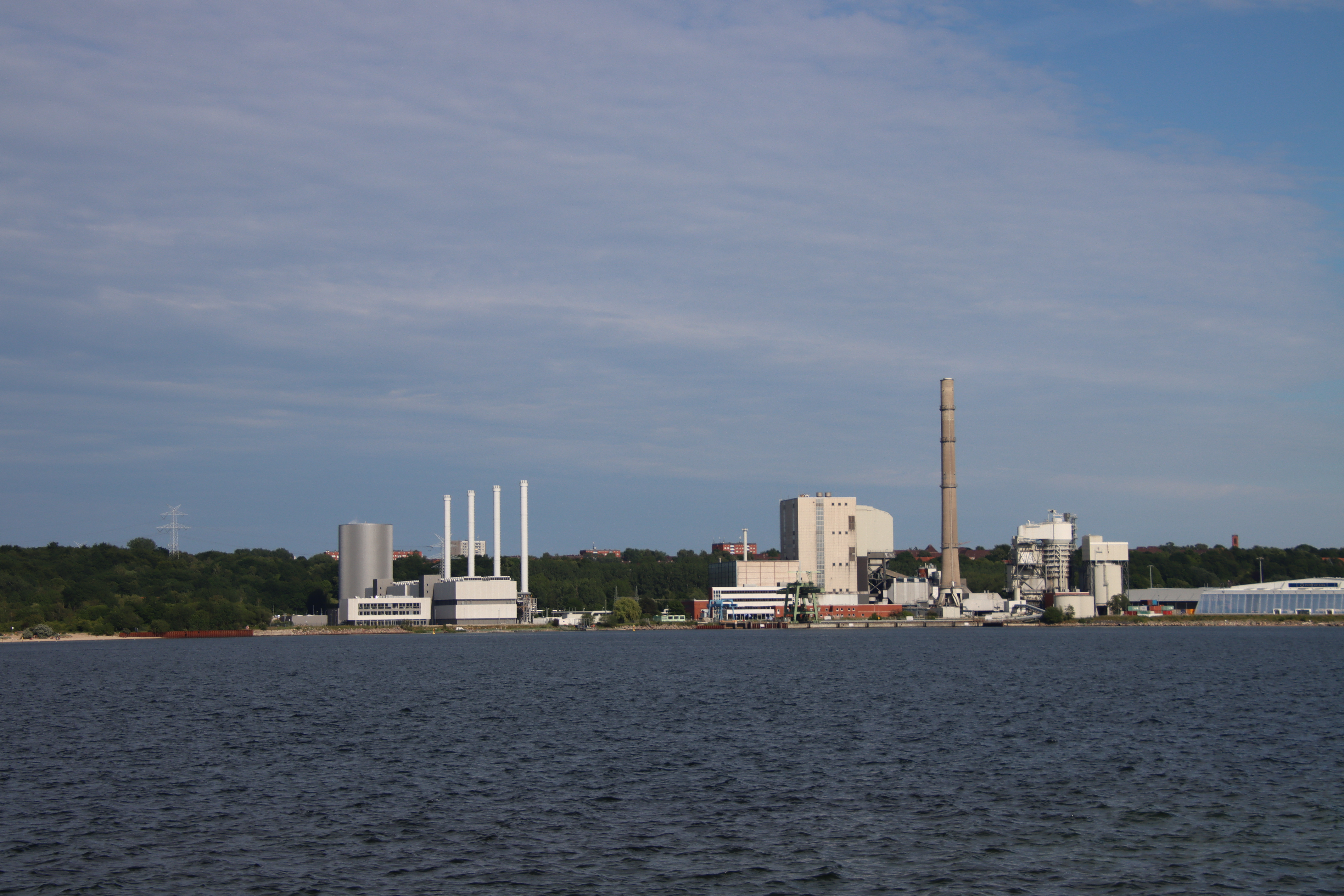
Küstenkraftwerk nördlich (hier: links) des alten Kohle-Kraftwerks

Im Frühjahr 2019 wurde das Gemeinschaftskraftwerk stillgelegt und ist durch ein im November 2019 in Betrieb gegangenes Gaskraftwerk mit dem Namen Küstenkraftwerk ersetzt worden. Das Gaskraftwerk besteht aus 20 in Kraft-Wärme-Kopplung betriebenen Gasmotoren mit insgesamt 190 MW elektrischer Leistung. Zudem können 190 MW Fernwärme ausgekoppelt werden. Insgesamt ist somit ein Brennstoffausnutzungsgrad von mehr als 90 % möglich, womit die Kohlenstoffdioxid-Emissionen gegenüber dem kohlebefeuerten Gemeinschaftskraftwerk um 70 % reduziert werden können. Durch die Bauweise kann das Kraftwerk sehr flexibel betrieben werden: Jeder der Gasmotoren ist individuell regelbar und kann binnen 5 Minuten seine Nennleistung erreichen, während das ursprüngliche Kohlekraftwerk mindestens 4 Stunden für das Hochfahren auf Nennleistung benötigte. Ergänzt wird der Kraftwerksneubau durch einen Fernwärmespeicher mit 30.000 Kubikmetern Fassungsvermögen und eine Power-to-Heat-Anlage, die durch Entkopplung von Stromerzeugung und Wärmeversorgung zusätzliche Flexibilität im Betrieb ermöglichen. Die Gesamtkosten des Neubaus werden mit 290 Mio. Euro angegeben.

## Rückbau
Seit Ende 2021 wurde das stillgelegte Kraftwerk rückgebaut. Dabei wurden u. a. der Schornstein, das Kesselhaus und der Turbinentisch gezielt gesprengt. Das dann geräumte Grundstück von 14 Hektar wird in der Folge je zur Hälfte vom Seehafen Kiel und von den Stadtwerken Kiel verwendet werden.
Die ersten beiden Anlagenteile wurden am 2. April 2023 gesprengt. Dabei flog ein 6 kg schweres Metallteil, das durch einen unter Spannung stehenden Stahlträger in die Luft geschleudert wurde, 1,1 Kilometer weit und schlug in ein Einfamilienhaus, dessen Bewohner zu Hause waren, ein. Es blieb bei Sachschaden, der Vorfall verzögerte, bis die Ursache geklärt war, die weiteren Sprengungen jedoch um zwei Monate. Am 11. Juli 2023 erfolgte die Sprengung des Kesselhauses. Dieses kippte, wie geplant, auf die Seite, doch die unmittelbar daran angebaute Entstickungsanlage, die gleichzeitig einstürzen sollte, sackte, obwohl alle Sprengladungen zündeten, lediglich um einige Zentimeter ab und blieb auf den Schnittflächen der mit Schneidladungen gesprengten Stahlstützen stehen. Ein zweiter Sprengversuch noch am gleichen Tag misslang ebenfalls. Erst eine dritte Sprengung am Tag darauf brachte die Anlage zum Einsturz. Schätzungsweise 12 000 Tonnen Stahl waren danach zu zerlegen und zu räumen. Am 17. November 2023 wurde der Schornstein problemlos gefällt und damit die finale Sprengung vollzogen. Sprengmeister bei diesem Kraftwerksabriss war Eduard Reisch.